# Ермитска матрица
Ермитска матрица (самоадјунгована или аутоадјунгована) је квадратна матрица са комплексним члановима која је једнака својој конјуговано транспонованој матрици, тј. елемент у i-тој врсти и j-тој колони је једнак комплексно конјугованом елементу j-те врсте и i-те колоне за било које индексе i и j.
За квадратну матрицу A са елементима , дакле, важи
{\displaystyle a_{ij}={\overline {a_{ji}}},}
где црта изнад променљиве означава комплексну конјугацију, односно
{\displaystyle A=A^{\dagger }.}
Ермитске матрице се могу схватити као уопштење симетричних матрица на матрице са комплексним елементима. Добиле су име по француском математичару Шарлу Ермиту који је 1855. доказао да су им својствене вредности реални бројеви, као и реалним симетричним матрицама.

## Примери
Ако је матрица {\displaystyle A=\left({\begin{array}{cc}3&2+i\\2-i&1\end{array}}\right),} њена конјугована матрица је {\displaystyle {\overline {A}}=\left({\begin{array}{cc}3&2-i\\2+i&1\end{array}}\right),} а конјуговано транспонована је {\displaystyle A^{\dagger }=\left({\begin{array}{cc}3&2+i\\2-i&1\end{array}}\right).}
Паулијеве матрице
{\displaystyle \sigma _{x}=\left({\begin{array}{cc}0&1\\1&0\end{array}}\right),\,\sigma _{y}=\left({\begin{array}{cc}0&-i\\i&0\end{array}}\right),\,\sigma _{z}=\left({\begin{array}{cc}1&0\\0&-1\end{array}}\right)}
су ермитске матрице и заједно са јединичном матрицом 2 × 2 чине скуп {\displaystyle \{\textstyle {\frac {1}{\sqrt {2}}}I_{2},{\frac {1}{\sqrt {2}}}\sigma _{x},{\frac {1}{\sqrt {2}}}\sigma _{y},{\frac {1}{\sqrt {2}}}\sigma _{z}\}} који је један ортонормирани базис у векторском простору {\displaystyle \mathbb {C} ^{22}.}